# ルーベン・ロフタス＝チーク
ルーベン・ロフタス＝チーク（Ruben Ira Loftus-Cheek、1996年1月23日 - ）は、イングランド・ロンドン出身のサッカー選手。セリエA・ACミラン所属。元イングランド代表。ポジションはミッドフィールダー。

## クラブ経歴
8歳からチェルシーの下部組織に所属。2013-14シーズンにはFAユースカップに参加し優勝。2015年にはUEFAユースリーグ決勝でタミー・アブラハムやドミニク・ソランケとともにプレーし初優勝を成し遂げた。2014年12月、UEFAチャンピオンズリーグのスポルティングCP戦でトップチームデビューを果たした。2015年1月、マンチェスター・シティ戦でプレミアリーグデビューを果たした。2016年1月10日、FAカップ3回戦のスカンソープ・ユナイテッドFCでトップチームでの初ゴールを記録した。2月29日、クラブとの契約を2021年まで延長した。
2017年7月13日、クリスタル・パレスFCに期限付き移籍。24試合出場２ゴールを記録した。シーズン終了後、クリスタル・パレスからチェルシーにレンタルから復帰した。
2018年10月25日、UEFAヨーロッパリーグ・GL第3節のFC BATEボリソフ戦ではキャリア初のハットトリックを達成した。
2019年5月の親善試合でアキレス腱を断裂した。7月26日、クラブとの契約を2024年まで延長した。
2020年10月5日、フラムFCへのローン移籍が発表された。
2021-22シーズンはチェルシーに復帰し、トーマス・トゥヘルの監督就任後は右ウイングでの出場機会が増えるなど、リーグ戦24試合、公式戦40試合に出場した。シーズン終了後にはACミランやインテルナツィオナーレ・ミラノ、クリスタル・パレスFCが獲得に関心を示した。
2023年6月30日、ACミランに移籍することが発表された。契約期間は2027年6月30日まで。2023年8月21日、開幕戦となる第1節ボローニャFC戦にてスタメン出場を果たしセリエAデビュー、9月27日、第6節カリアリ・カルチョ戦にてクリスチャン・プリシッチからのパスを受け、直後に豪快ミドル弾を決めてセリエA初ゴールをマークした。
2024年12月11日、UEFAチャンピオンズリーググループステージ、レッドスター・ベオグラード戦においてスタメン出場するも、前半28分、外転筋損傷によりサムエル・チュクウェゼと途中交代。2025年3月15日、セリエA第29節コモ1907戦にて後半78分、ラファエル・レオンと交代で途中出場し戦列復帰を果たすも、続く第30節ナポリの直前に急性虫垂炎を発症、病院に緊急搬送される。腹腔鏡下虫垂切除手術を受けた為、再び離脱することになった。4月23日、コッパ・イタリア2024-25準決勝2ndレグ、対インテル戦にて後半78分、クリスチャン・プルシックと交代で途中出場、戦列復帰した。

## 代表経歴
2016年にU-21イングランド代表としてトゥーロン国際大会に参加し優勝。1991年のアラン・シアラー以来、イングランド人選手として初めて最優秀選手に選出された。
2017年11月、ドイツとブラジルに挑むA代表に初召集された。11月11日、ドイツ代表戦でA代表デビューを果たした。2018 FIFAワールドカップロシア大会では代表に選出され、6月18日のチュニジア戦に途中出場、6月24日のパナマ戦と6月29日のベルギー戦、3位決定戦では先発出場した。

## 人物
ロンドンのルイシャム出身。サッカー選手のカール・コート、レオン・コートは腹違いの兄。

## 個人成績
2025年5月25日現在
| クラブ             | シーズン | リーグ         | リーグ戦 | リーグ戦 | カップ戦 | カップ戦 | リーグ杯 | リーグ杯 | 国際大会 | 国際大会 | その他 | その他 | 合計 | 合計 |
| クラブ             | シーズン | リーグ         | 出場     | 得点     | 出場     | 得点     | 出場     | 得点     | 出場     | 得点     | 出場   | 得点   | 出場 | 得点 |
| ------------------ | -------- | -------------- | -------- | -------- | -------- | -------- | -------- | -------- | -------- | -------- | ------ | ------ | ---- | ---- |
| チェルシー         | 2014-15  | プレミアリーグ | 3        | 0        | 0        | 0        | 0        | 0        | 1        | 0        | 0      | 0      | 4    | 0    |
| チェルシー         | 2015-16  | プレミアリーグ | 13       | 1        | 2        | 1        | 1        | 0        | 1        | 0        | 0      | 0      | 17   | 2    |
| チェルシー         | 2016-17  | プレミアリーグ | 6        | 0        | 3        | 0        | 2        | 0        | -        | -        | 0      | 0      | 11   | 0    |
| チェルシー         | 通算     | 通算           | 22       | 1        | 5        | 1        | 3        | 0        | 2        | 0        | 0      | 0      | 32   | 2    |
| クリスタル・パレス | 2017-18  | プレミアリーグ | 24       | 2        | 0        | 0        | 1        | 0        | -        | -        | 0      | 0      | 25   | 2    |
| クリスタル・パレス | 通算     | 通算           | 24       | 2        | 0        | 0        | 1        | 0        | -        | -        | 0      | 0      | 25   | 2    |
| チェルシー         | 2018-19  | プレミアリーグ | 24       | 6        | 2        | 0        | 3        | 0        | 11       | 4        | 0      | 0      | 40   | 10   |
| チェルシー         | 2019-20  | プレミアリーグ | 7        | 0        | 2        | 0        | 0        | 0        | 0        | 0        | 0      | 0      | 9    | 0    |
| チェルシー         | 2020-21  | プレミアリーグ | 1        | 0        | 0        | 0        | 0        | 0        | 0        | 0        | 0      | 0      | 1    | 0    |
| チェルシー         | 通算     | 通算           | 32       | 6        | 4        | 0        | 3        | 0        | 11       | 4        | 0      | 0      | 50   | 10   |
| フラム             | 2020-21  | プレミアリーグ | 30       | 1        | 2        | 0        | 0        | 0        | -        | -        | 0      | 0      | 32   | 1    |
| フラム             | 通算     | 通算           | 30       | 1        | 2        | 0        | 0        | 0        | -        | -        | 0      | 0      | 32   | 1    |
| チェルシー         | 2021-22  | プレミアリーグ | 24       | 0        | 5        | 1        | 3        | 0        | 8        | 0        | 0      | 0      | 40   | 1    |
| チェルシー         | 2022-23  | プレミアリーグ | 25       | 0        | 0        | 0        | 1        | 0        | 7        | 0        | 0      | 0      | 33   | 0    |
| チェルシー         | 通算     | 通算           | 49       | 0        | 5        | 1        | 4        | 0        | 15       | 0        | 0      | 0      | 73   | 1    |
| ミラン             | 2023-24  | セリエA        | 29       | 6        | 1        | 0        | 0        | 0        | 10       | 4        | 0      | 0      | 40   | 10   |
| ミラン             | 2024-25  | セリエA        | 19       | 0        | 1        | 0        | 2        | 0        | 6        | 0        | 0      | 0      | 28   | 0    |
| ミラン             | 通算     | 通算           | 48       | 6        | 2        | 0        | 2        | 0        | 16       | 4        | 0      | 0      | 68   | 10   |
| 総通算             | 総通算   | 総通算         | 205      | 16       | 18       | 2        | 13       | 0        | 44       | 8        | 0      | 0      | 280  | 26   |

## 代表歴

### 出場大会
- U-21イングランド代表
  - 2015年 - UEFA U-21欧州選手権（グループリーグ敗退）
  - 2016年 - トゥーロン国際大会 (優勝)
- イングランド代表
  - 2018年 - 2018 FIFAワールドカップ（4位）
  - 2018年 - UEFAネーションズリーグ2018-19

### 試合数
- 国際Aマッチ 10試合 0得点（2017年-2018年）[22]

| イングランド代表 | 国際Aマッチ | 国際Aマッチ |
| 年               | 出場        | 得点        |
| ---------------- | ----------- | ----------- |
| 2017             | 2           | 0           |
| 2018             | 8           | 0           |
| 通算             | 10          | 0           |

## タイトル

### クラブ
チェルシーU-18
- FAユースカップ：2014
- プレミアリーグ2：2013-14

チェルシー
- プレミアリーグ：2016-17
- UEFAヨーロッパリーグ：2018-19

### 代表
U-21イングランド代表
- トゥーロン国際大会 : 2016